# Церковь Святой Анны (Крефельд)
Церковь Святой Анны (нем. St. Anna) — римская приходская католическая церковь в немецком городе Крефельде. Одно из красивейших и высоких зданий города, построенное в 1903 году. Является памятником архитектуры Крефельда.

## История
Церковь Святой Анны была построена между 1901 и 1903 годами по проекту Йозефа Клизаттеля. Здание расположено в северной части города Крефельд.

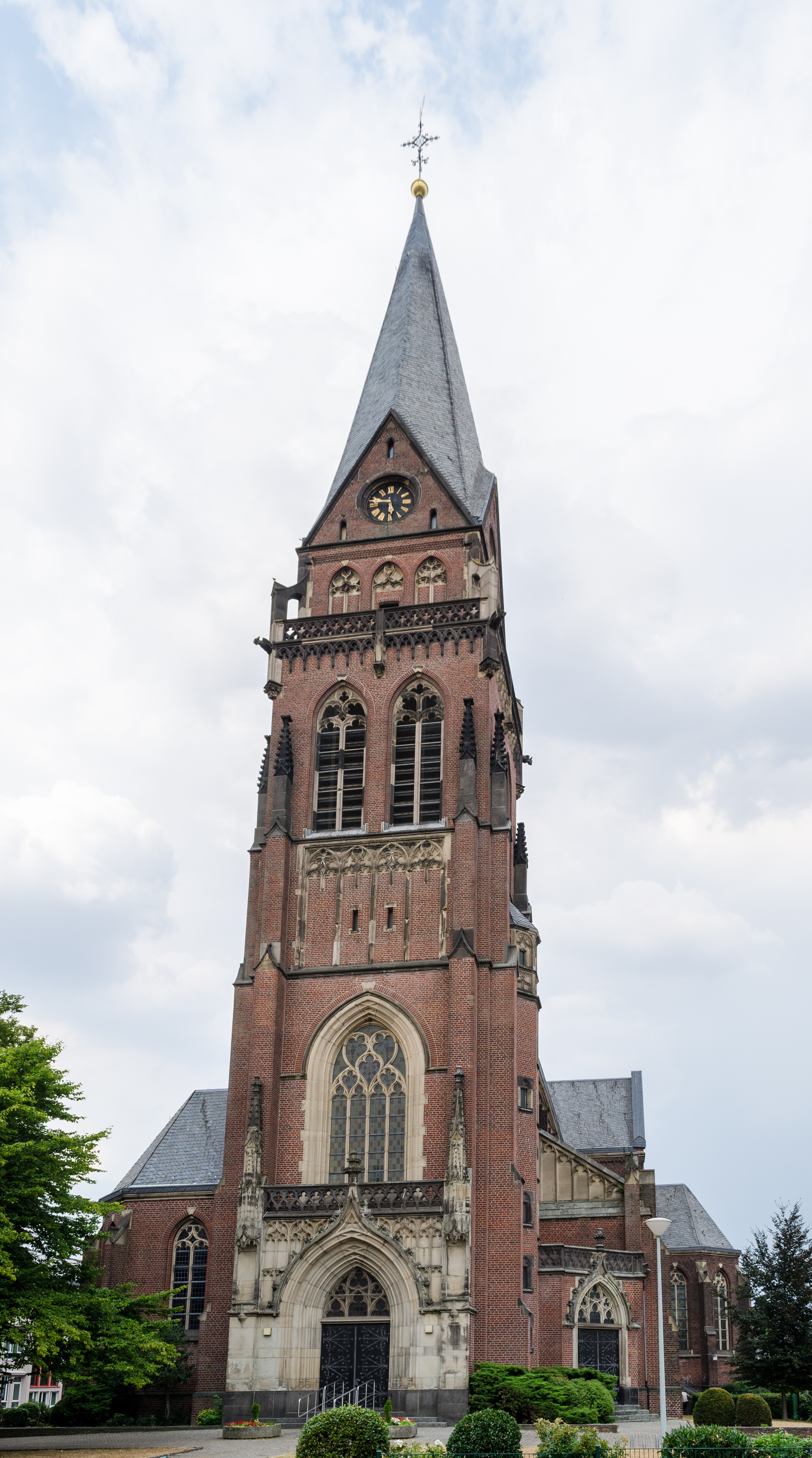
Башня церкви

В XIX веке в Крефельде была только одна католическая церковь - Святого Дионисия. Из-за сильного роста населения в середине XIX века было принято решение построить еще две церкви. В 1854 году были заложены камни в фундамент церкви Святого Стефана и церкви Богородицы. В 1869 году оба прихода отделились от прихода Святого Дионисия и стали работать самостоятельно. Район современного Инрата затем стал частью Либфрауэнпара. Из-за неуклонного роста населения в этой части города церковь Святого Дионисия не могла вместить всех верующих поэтому свою собственную церковь решено построить в Инрате.
В 1898 году церковный совет Либфрауэна наконец пришёл к удовлетворительному согласованию. Банк гильдии подарил приходу участок земли для строительства новой церкви. Окончательно строительство состоялось между 1901 и 1903 годами. В 1903 году в Либфрауэнпарре был образован ректорат Святой Анны. Возведение в самостоятельный приход и полное отделение от Либфрауэна произошло 9 октября 1905 года. Святая Анна больше не была ректоратской церковью, а была приходской церковью. В последующие годы церковь получила новое оснащение и была полностью расписана к 1908 году.
Во время Второй мировой войны Святая Анна была сильно повреждена во время авианалета 22 июня 1943 года. Полностью сгорели крыши, разрушена башня над переправой, лопнули все окна, частично разрушен узор, обрушились своды одного прохода, а остальные своды были повреждены. Интерьер был разрушен лишь частично. Из-за значительных повреждений церковь больше не могла использоваться для богослужений, поэтому их пришлось перенести в склеп в подвале церкви Святой Анны.
Реконструкция проходила с 1945 по 1953 год. В первую очередь был удален весь завал с внутренней части церкви, в 1946 году были возведены новые стропильные фермы и восстановлены частично разрушенные своды. В 1949 году колокола вернулись неповрежденными и снова были установлены в колокольне. В 1950 году реставрационные работы позволили проводить здесь службы. Первое после долгого перерыва богослужение в большом храме состоялось 23 июля 1950 года. В 1954 году все крыши были заново покрыты шифером и устранены повреждения кладки. В 1956 году аварийное остекление окон заменено новыми витражами. В период с 1977 по 1978 год хор был преобразован в новый хор в соответствии с требованиями литургической реформы Второго Ватиканского Собора. Установлен народный алтарь.
1 января 2014 года приход Святой Анны был распущен и объединен с также распущенными приходами Святой Елизаветы Тюрингии и Святого Томаса Мора, чтобы сформировать новый приход Святой Троицы. Святая Анна была назначена приходской церковью этого нового прихода, две другие церкви стали филиалами.

## Архитектура
Святая Анна - трехнефная базилика из кирпича в неоготическом стиле. На западе расположена четырехэтажная колокольня, построенная перед нефом, увенчанная крутой ромбической крышей. Далее на восток идет пятипролетный и трехпролетный неф. К нему примыкает трансепт. Все окна имеют двух- или трехполосный узор, внутри - ребристые и звездчатые своды. Столбы в интерьере выполнены из красного песчаника.
Главный алтарь, скамья для причастия, части скамеек, фигуры святых и части боковых алтарей были сохранены. Главный алтарь был выполнен по проекту архитектора Клизаттеля. Орган был построен и установлен в 1969 году. Он имеет 26 регистров и 1852 трубы. Витражи были разработаны художником по стеклу Отто Лаутербахом из Крефельда и постепенно заменены в период с 1956 по 1978 год. Окна в баптистерии работы Питта ван Трека 1950-х годов. Народный алтарь, Амбо, седилия, стол для подарков, пасхальные подсвечники и напрестольный крест - работы кельнского художника Эгино Вайнерта.